# Kjerringrokk
Kjerringrokk var en norsk feministisk musikgrupp som var verksam i mitten av 1970-talet. Gruppens namn är en norsk benämning på åkerfräken (Equisetum arvense). 
Gruppen bildades 1974 av Torunn Bakken, Maud Birkrem, Ingrid-Karin Gilje, Bente Gudbrandsen, Camilla Nortvedt och Sophie "Phie" Slaatta, som alla då genomgick lärarutbildning i Bergen. Samtliga medlemmar sjöng och spelade flera instrument. De höll sin första konsert på internationella kvinnodagen samma år. På sommaren samma år lämnade Camilla Nortvedt gruppen och ersattes på hösten av Ragnhild Elisabeth Lund.
Gruppen medverkade evenemang arrangerade av flera organisationer inom den norska kvinnorörelsen. De framförde egna sånger, folkmusik, översatta visor och tonsatta dikter av författare som Edvard Hoem och Arnljot Eggen och deras texter behandlade bland annat pornografi, abort, mäns våld mot kvinnor och arbetsrätt. En av gruppens visor var en norskspråkig cover på Margareta Garpes och Suzanne Ostens "Vi måste höja våra röster" (från pjäsen Tjejsnack).
Den 10 mars 1975 medverkade gruppen tillsammans med Amtmandens døtre och vissångerskan Kristin Berglund i Norsk rikskringkastings TV-program Syng ut, jenter. De fick därefter skivkontrakt hos Polydor och blev därigenom den första gruppen i Norge som gav ut en kvinnopolitisk LP på ett kommersiellt skivbolag. I juli 1975 spelade de i Rosenborg Studios in skivan Kjerringrokk (Polydor 2382 065) för vilken Terje Rypdal var producent och utgavs senhösten 1975. Redan tidigare hade emellertid singeln Våler skurlag/Kapitalens reservearmé (Polydor 2052 119). En kort tid efter skivutgivningen upplöstes emellertid gruppen eftersom medlemmarna började bli klara med sin utbildning och flyttade från Bergen. De återförenades dock för några konserter 1976 och deltog i en stor viskonsert i Oslo Konserthus 1980. År 2024 återutgavs gruppens LP som CD på skivetiketten Norske Albumklassikere (NACD464).